# Diaparsis nikami
Diaparsis nikami là một loài tò vò trong họ Ichneumonidae.